# 月輪寺
月輪寺（つきのわでら）は、京都市右京区嵯峨清滝月ノ輪町にある天台宗の寺院。山号は鎌倉山（かまくらやま、けんそうざん）。本尊は阿弥陀如来。京都盆地の西にそびえる愛宕山（924m）の東方の深い山中に位置する山岳寺院である。シャクナゲの名所としても知られる。

## 歴史
当寺は京都盆地の西にそびえる愛宕山の東側の深い山中に位置する。京都市右京区に属するとはいえ、周囲にはこの寺以外に人家はなく、麓の清滝からは山道を徒歩で1時間30分ほどかけて登らねばならない。
月輪寺の創建について説明するためには、関係の深い愛宕神社（愛宕権現）の歴史に触れねばならない。愛宕山山頂に位置する愛宕神社は一般には火伏せの神として知られる神社で、近世以前には白雲寺または愛宕権現社と呼ばれて神仏習合の信仰が行われる修験道の道場であった。『山城名勝志』に引用される『白雲寺縁起』は愛宕権現の由来について次のように述べている。
縁起によれば、文武天皇の大宝4年（704年）に役小角（役行者）と雲遍上人（後の泰澄）の2人が愛宕山麓の清滝に来ると、雷が鳴り、激しい雨が車軸のように降って先へ進めなくなった。2人が祈祷を行うと天は晴れ、大杉の上に天竺（インド）の日良、唐（中国）の善界、日本の太郎坊という天狗の統領たちがそれぞれの眷属数万を率いて出現した。天狗たちは「我々は2千年も昔に仏の命を受けてこの地を領し、人々を利益する者だ」と告げると、姿を消してしまった。雲遍はその大杉を「清滝四所明神」と称し、朝廷の命によって朝日峰（今の愛宕神社の地）に神廟を営んだ。これが愛宕権現の始まりであるという。役小角は修験道の開祖とされる人物であり、雲遍は後に泰澄上人と称され、加賀国の霊場白山を開いたとされる人物で、両名ともに伝説的色彩の濃い人物である。
その後、光仁天皇の勅により天応元年（781年）に慶俊僧都が和気清麻呂と協力して愛宕山を中興し、唐の五台山に倣って5箇所の峰に寺を置いた。それらは朝日峰の白雲寺（現・愛宕神社）、大鷲峰の月輪寺、高雄山の神願寺（現・神護寺）、龍上山（たつかみやま）の日輪寺、それに鎌倉山（賀魔蔵山とも）の伝法寺であり、これらを「愛宕五坊」という。当寺はその一つであり、現在も寺院として残っているのは当寺と神護寺だけである。以上のことから当寺では泰澄を開山、慶俊を中興としている。
当寺が創建される際、地中から出てきた銅鏡の銘に「人天満月輪」とあったため、そこから寺号をとって「月輪寺」とされたという。
平安時代には空也が来山し修行を行っている。また、寺伝によると清少納言はこの地で隠棲し、亡くなったという。
九条兼実は鎌倉幕府の初代将軍源頼朝の推挙で太政大臣や関白となったが、政争で敗れて失脚し出家した。そして建仁2年（1202年）に当寺にて隠棲したという。こういったいきさつから当寺は山号を鎌倉山と号し、後の世まで清和源氏から信仰を集めたという。また、愛宕山には清和天皇水尾山陵があるために清和源氏からの信仰を集めたともいう。九条兼実は「月輪殿」と呼ばれるのは当寺に隠棲していたからだと寺伝ではいうが、一般的には東福寺の東の月輪の地に山荘を築いて住んだからである。
浄土宗の祖である法然と弟子の親鸞は、承元の法難で流罪にされる前の建永2年（1207年）に当寺に兼実を訪ねて別離を惜しんだと伝えられる。法然、親鸞、兼実の3名は、別離に際してそれぞれが自身の像を刻んだといい、各人の自刻像と称するものが「三祖像」として寺に伝わっている。ただし、法然像と親鸞像は江戸時代のものであり、伝・九条兼実像は像の制作自体は平安時代後期にさかのぼるものの、元来は僧形文殊菩薩像として造像されたものと思われる。
以上のように、当寺の草創縁起には伝説的要素が多く、中世以前の歴史については不明な点が多い。ただし、当寺には平安時代にさかのぼる仏像群が伝わり、もっとも古様な作風を示す十一面観音立像は10世紀にさかのぼる作と見られることから、空也が来山したと伝える10世紀頃には寺観が整っていたと見られる。
当寺の境内にも愛宕権現が権現堂に祀られていたが、次第に戦国時代にかけて愛宕権現は勝軍地蔵が垂迹した軍神であるとの信仰が広まっていくと武士からの信仰を集め、江戸時代末期まで当寺は白雲寺（現・愛宕神社）とともに隆盛した。天正10年（1582年）の本能寺の変の際には本能寺に向かう明智光秀が当寺に立ち寄り、戦勝を願っておみくじを引いたと伝えられる。
明治時代になると神仏分離・廃仏毀釈によって修験道に基づく愛宕権現は廃され、白雲寺は愛宕神社となったが当寺は残された。
2012年（平成24年）7月の集中豪雨で境内に土砂崩れが発生し、権現堂が破壊されるなど建物にも被害があった。重要文化財の仏像を安置する宝物殿は無事であった。
空也上人が龍神から授かったと伝わる霊水「龍奇水」が現在でも湧き出ている。寺の貴重な生活水、また愛宕詣や登山者のお助け水として使われている。
浄土真宗の宗祖である親鸞聖人ゆかりの寺ということで当寺では「真宗発祥の地」を称している。
当寺の西側の愛宕山の山頂に愛宕神社がある。

## 境内
- 本堂（護摩堂）
- 庫裏
- 三祖師堂
- 宝物殿
- 志ぐれ桜（時雨桜） - 親鸞聖人のお手植えだという。
- 墓所
  - 清少納言の墓
  - 清原元輔の墓
  - 九条兼実の墓
  - 菅原道真の墓

## 文化財

### 重要文化財
- 木造阿弥陀如来坐像 - 当寺の本尊。平安時代後期。伝・源信僧都作。
- 木造十一面観音立像 - 平安時代中期。伝・泰澄作。
- 木造千手観音立像 - 平安時代後期。伝・坂上田村麻呂作。
- 木造聖観音立像 - 平安時代後期。伝・奈良時代作。
- 木造伝・善哉王立像 - 平安時代後期。
- 木造伝・龍王立像 - 平安時代後期。伝・空海作。
- 木造伝・九条兼実坐像（僧形文殊菩薩像） - 平安時代後期。伝・九条兼実自作。
- 木造空也上人立像 - 鎌倉時代。伝・運慶作。有名な六波羅蜜寺の空也上人像（重要文化財）は、口から南無阿弥陀仏の名号を表した小さな阿弥陀如来像が6体一筋に並んで出ているが、当寺の像は3体と3体に分かれて二筋となって出ている[10]。

### 京都市指定天然記念物
- 月輪寺のホンシャクナゲ - 愛宕山中の月輪寺境内の斜面上に育成し、根元で幹が分岐し株立ちしている。枝は密に混じりあい一連の樹冠を形成しており、およそ10m×8mの範囲に広がっている。樹高はいずれも4m前後、根元幹周は最大で46cmある。場所柄、貧栄養の土壌で育成環境が制限されていながら、生育状態も良好で大きな樹冠を形成しており貴重であるため、京都市の天然記念物に登録されている。

## 前後の札所
法然上人二十五霊場
17 二尊院　-　18 月輪寺　-　19 法然寺

## アクセス・拝観
アクセス
京都バス清滝バス停から山道を徒歩約1時間30分。愛宕山頂の愛宕神社への表参道とは別ルートの登山道の途中に位置する。途中の分岐点（空也滝入口）までは林道が通じ、車も入るが、そこから先は山道を歩く以外の交通手段はない（空也滝入口から徒歩約1時間）。空也滝入口には乗用車3～4台分の駐車スペースがある。駐車スペース使用者は、寺院で志納のこと。
拝観
拝観時間:9:00～16:00。200円を志納。宝物殿拝観は事前連絡要で、拝観料500円だが、平日しか開扉しない。雨天は拝観不可。冬期は積雪に注意。納経時間は9:30～16:00。